# Академкнига (издательство)
«Академкнига» — российское специализированное издательство учебной и научной литературы. Выпускает учебную и научную литературу для школ и вузов; картографическую продукцию.

## История
В 2000 году, группой бывших сотрудников Издательства «Наука» было решено выпускать учебники для школьников. Тогда же было и создано издательство «Академкнига» . Одним из первых результатов деятельности издательства стал выпуск УМК «Перспективная начальная школа», которая в 2006 году была удостоена Главной премии, учреждённой Академией наук. Впервые в учебных пособиях была введена идея комплектности, межпредметных связей, введены методические материалы для учеников. В 2018—2019 учебном году более 300 тысяч школьников в 80 регионах России учатся по учебникам комплекта «Перспективная начальная школа». Учебники комплекта издаются на 4-х языках народов России и стран СНГ.
С 2007 года Академкнига создает подразделение Академвебкнига (элекотронные учебники для школьников и студентов. 2011 На веб-сайте Академкниги появилась электронная научная библиотека. Появился УМК «Предшкола нового поколения».

## Компания в настоящее время
Состав Веб-Портала:
- Учебный портал основной школы (куда входят: электронные интерактивные учебники, электронная библиотека, электронная учительская);
- Портал подготовки к школе;
- Портал начальной школы;
- Школьную социальную сеть (для реализации программ внеучебной деятельности);
- Портал подготовки к ЕГЭ и ОГЭ (ГИА-9);
- Портал «Лабораторных работ».

Структура издательства:
- 2 производственных отдела: отдел бумажных книг, отдел электронных книг. Является членом ассоциации «Российский учебник».

## Руководство
Генеральный директор: Пименов, Дмитрий Борисович.